# Héctor Cruz Manjarrez Moreno
Héctor Cruz Manjarrez Moreno (* 1921 in Tochimilco, Municipio Atlixco, Puebla; † im 21. Jahrhundert in Serbien) war ein mexikanischer Botschafter.

## Leben
1945 wurde in Mexiko-Stadt sein Sohn der spätere Schriftsteller Héctor Manjarrez geboren.
Héctor Cruz Manjarrez Moreno war an den Botschaften von Madrid und Belgrad als zweiter Sekretär akkreditiert.
| Vorgänger                   | Amt                                                                       | Nachfolger            |
| --------------------------- | ------------------------------------------------------------------------- | --------------------- |
| Rodolfo Navarrete Tejero    | Mexikanischer Botschafter in Tel Aviv 1. März 1960 bis 14. September 1960 | Jorge Daesslé Segura  |
| Fernando Elías Calles Sáenz | Mexikanischer Botschafter in Ankara 8. August 1979 bis 3. März 1986       | Roberto Casellas Leal |